# Лаутер (Саксония)
Ла́утер (нем. Lauter/Sa.) — составная часть города Лаутер-Бернсбах в немецкой федеральной земле Саксония. Вплоть до 1 января 2013 года Лаутер имел статус самостоятельной общины.
Подчинён административному округу Кемниц. Входит в состав района Рудные Горы (район Германии). Население составляет 4769 человек (на 31 декабря 2010 года). Занимает площадь 21,55 км². Официальный код — 14 1 91 190.